# 核戰略司令部
核戰略司令部，也稱印度戰略部队司令部（英語：Strategic Forces Command，SFC），負責國家的戰術和戰略核武器儲備之管理和行政。創建於2003年1月4日。战略力量司令部接受印度核指揮管理局 （NCA）的指挥。印度核指挥管理局（NCA）由印度总理担任主席。

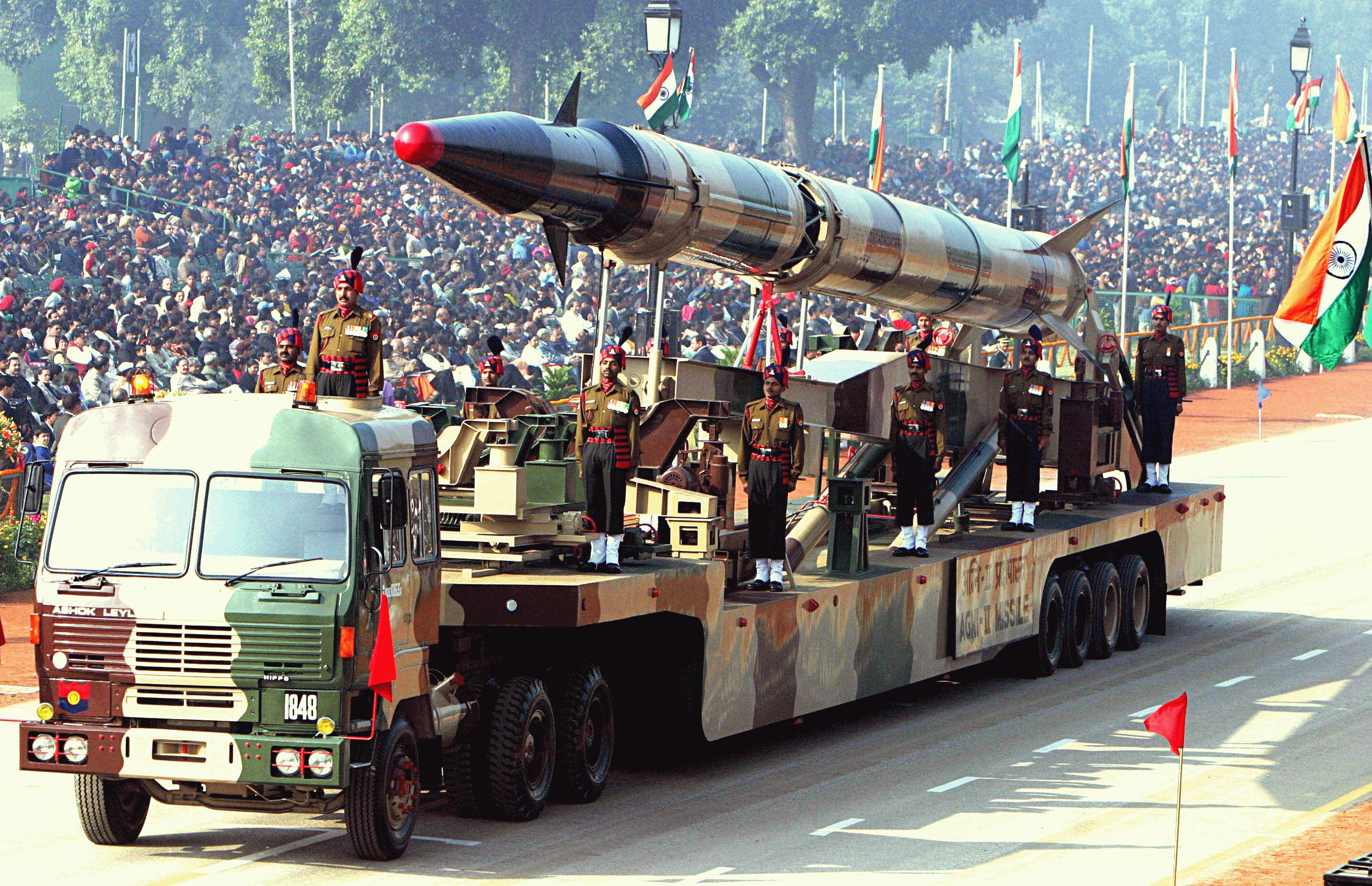
烈火二型中、遠程彈道飛彈

印度戰略司令部責任執行指示並處於印度核指揮管理局的領導下，其總司令一直由空軍元帥或同等軍階军官擔任。印度核指揮管理局獲得明確批准後，其有全權啟動運載核武器和彈頭。確切的選擇目標地區須由戰略司令部通過校準，層層過程涉及各個層次的決策，並由印度核指揮管理局正式批准。
印度戰略司令部管理所有的戰略打擊力量，如烈火系列战略核导弹的烈火-3型導彈，烈火-5型導彈，行使全面指揮和控制核資產，以及所有生產應急計劃需要完成必要的任務。自成立以來，已經牢固確立印度戰略司令部的指揮控制和通訊系統，並處於較高的戰備狀態。

## 相关
- 印度军事